# プルートのクリスマス・ツリー
『プルートのクリスマス・ツリー』（原題：Pluto's Christmas Tree）は1952年制作のアニメーション短編映画。ミッキーマウスの短編映画シリーズの一作品である。また英語版では、長年ミニーマウスの声を演じたルース・クリフォードが1966年に引退したため最後の短編映画作品となった。

## 公開データ
| 公開日 上映時間 | 1952年（昭和27年） | 11月21日     | アメリカ合衆国 | 7分 |
| サイズ          | カラー             | スタンダード |                |     |

## ストーリー
ミッキーがクリスマス・ツリー用に切り倒したもみの木は、チップとデールのすみかだった。飾り付けが終わったツリーでチップとデールを見つけたプルートは、追い出そうと2匹と大喧嘩し、ツリーが滅茶苦茶になってしまう。外でひいらぎ飾ろうを歌うミニーたち。チップとデールも歌うが、プルートも歌ったので、「クリスマスまで開けるな」のシールを張って黙らせた。

## 声の出演
| キャラクター   | 原語版               | ポニー・ バンダイ版 | BVHE旧版     | BVHE新版     |
| -------------- | -------------------- | ------------------- | ------------ | ------------ |
| ミッキーマウス | ジム・マクドナルド   | 後藤真寿美          | 納谷六朗     | 青柳隆志     |
| チップ         | ジム・マクドナルド   | 土井美加            | 滝沢ロコ     | 滝沢ロコ     |
| ミニーマウス   | ルース・クリフォード | 下川久美子          | 水谷優子     | 水谷優子     |
| ドナルドダック | クラレンス・ナッシュ | 関時男              | 山寺宏一     | 山寺宏一     |
| グーフィー     | ピント・コルヴィッグ | 小山武宏            | 島香裕       | 島香裕       |
| プルート       | ピント・コルヴィッグ | 原語音声流用        | 原語音声流用 | 原語音声流用 |
| デール         | デジー・フリン       | 後藤真寿美          | 稲葉実       | 稲葉実       |

## スタッフ
| 製作           | ウォルト・ディズニー、ロイ・O・ディズニー                    |
| 脚本           | ビル・バーグ、ミルト・シェーファー                           |
| 音楽           | ジョゼフ・S・ドゥービン                                      |
| 作画監督       | フレッド・ムーア                                             |
| レイアウト     | エール グレーシー                                            |
| 原画           | ボルス・ジョーンズ、ビル・ジャスティス、ジョージ・クレイセル |
| エフェクト原画 | ジョージ・ローリー、ブレイン・ギブソン                       |
| 背景           | テルマ・ウィトマー                                           |
| 監督           | ジャック・ハンナ                                             |
| 制作           | ウォルト・ディズニー・プロダクション                         |

## 映像ソフト化
- 『ディズニーのホワイト・クリスマス』（VHS、DHV Japan, Ltd.、BVHE（旧）版吹き替え）
- 『ミッキーマウス／カラー・エピソード Vol.2 限定保存版』（DVD、ブエナ ビスタ ホーム エンターテイメント、BVHE（新）版吹き替え）
- 『ミッキーのクリスマス・キャロル 30th Anniversary Edition』（DVD・BD、ウォルト・ディズニー・ジャパン、BVHE（新）版吹き替え） - ボーナスコンテンツとして収録
- 『ディズニーのスペシャル・クリスマス』（DVD、ウォルト・ディズニー・ジャパン、BVHE（新）版吹き替え）